# Believe in Nothing
Believe in Nothing ist das achte Studioalbum der englischen Band Paradise Lost. Es erschien im Februar 2001.

## Entstehung und Stil
Believe in Nothing wurde im Studio The Strongroom in London mit John Fryer (Depeche Mode, HIM) aufgenommen. Dabei setzte man im Gegensatz zum Vorgänger wieder zunehmend auf Gitarrenklänge und ein natürlicher klingendes Schlagzeug, ohne jedoch stilistisch an den Metal der ersten Alben anzuknüpfen.

## Rezeption
Obwohl die Band sich später zum Teil skeptisch zu dem Album äußerte, bekam es zur Zeit der Veröffentlichung recht gute Kritiken. David Peter Wesolowski von AllMusic schrieb, das Album erreiche nicht dieselbe Qualität wie einige der früheren Veröffentlichungen der Band. Dennoch sei es eine qualitativ hochwertige Veröffentlichung. Er vergab drei von fünf Sternen. Metal.de schrieb: „Und wenn wir mal ehrlich sind, was hat uns denn an Alben wie Gothic oder Shades of God nun so fasziniert? Genau, die Melodien und die Gänsehautstimmung, aber bestimmt nicht die Härte der Songs! Jetzt ist zwar die Härte ganz weg, dafür ist das andere aber um mindestens 100% gestiegen. Meiner Meinung nach ein mehr als genügender Ausgleich!“ Die Seite vergab neun von zehn Punkten. Im Rock Hard schrieb Breda Maßmann, Paradise Lost hätten „mit der neuen Langrille ein Klasse-Ding mit einigen potenziellen Hits aus dem Boden gestampft. Unbestritten ein Fall für die Repeat-Taste!“ Die Wertung war acht von zehn Punkten.

## Titelliste
1. I Am Nothing – 4:01
2. Mouth – 3:45
3. Fader – 3:57
4. Look at Me Now – 3:38
5. Illumination – 4:31
6. Something Real – 3:35
7. Divided – 3:27
8. Sell It to the World – 3:11
9. Never Again – 4:38
10. Control – 3:29
11. No Reason – 3:14
12. World Pretending – 4:28

## Chartplatzierungen
| ChartsChartplatzierungen | Höchstplatzierung | Wochen |
| ------------------------ | ----------------- | ------ |
| Deutschland (GfK)        | 10 (6 Wo.)        | 6      |
| Österreich (Ö3)          | 31 (6 Wo.)        | 6      |
| Schweiz (IFPI)           | 41 (4 Wo.)        | 4      |